# پروین (فیلم ۱۴۰۲)
پروین با نام قبلی معجزهٔ پروین فیلم ایرانی به نویسندگی و کارگردانی محمدرضا ورزی و تهیه‌کنندگی محمدرضا شریفی‌نیا محصول سال ۱۴۰۲ است. این فیلم محصول مشترک بنیاد سینمایی فارابی و وزارت میراث فرهنگی است که نخستین بار در چهل و دومین جشنوارهٔ فیلم فجر به نمایش درآمد. و از ۱۲ دی ۱۴۰۳ در سینماهای ایران اکران شد.

## داستان
داستان این فیلم زندگی پروین اعتصامی را از جوانی تا مرگ بازگو می‌کند.

## بازیگران
- مارال بنی‌آدم در نقش پروین اعتصامی
- آزیتا حاجیان در نقش اختر مادر پروین
- محمدرضا شریفی‌نیا در نقش یوسف خان پدر پروین
- حسین پاکدل در نقش علی اکبر دهخدا
- محمدعلی نجفی در نقش استاد اصفهانی
- امیرحسین صدیق در نقش ابوالفتح (برادر پروین)
- محمدعلی ساربان در نقش دکتر احمدیه
- رامین ناصرنصیر در نقش ملک الشعرای بهار
- رضا فیاضی در نقش دکتر خلعتبری
- بیژن بنفشه‌خواه در نقش فضل اله گرکانی
- یوسف صیادی در نقش مش باقر
- حسام نواب‌صفوی
- مریم ورزی در نقش گلدخت اصفهانی
- ملیکا شریفی‌نیا در نقش آگرین
- محمد شعبان پور در نقش فضل‌الله اعتصامی (همسر پروین)
- الهه جعفری در نقش مهکامه (دوست صمیمی پروین)
- مجید جعفری در نقش دکتر علاج
- شهرداد بانکی در نقش کنسول انگلیس
- عباس علی‌محمدی در نقش آژان
- امیررضا انوریان
- محمدرضا شهبانی نوری در نقش علی اصفهانی

## جوایز و نامزدی‌ها
| مراسم                        | تاریخ برگزاری | رده                    | نامزد          | نتیجه    | منبع  |
| ---------------------------- | ------------- | ---------------------- | -------------- | -------- | ----- |
| چهل و دومین جشنواره فیلم فجر | ۲۲ بهمن ۱۴۰۲  | بهترین چهره پردازی     | شهرام خلج      | نامزدشده | [ ۴ ] |
| چهل و دومین جشنواره فیلم فجر | ۲۲ بهمن ۱۴۰۲  | بهترین طراحی لباس      | رؤیا ابراهیمی  | نامزدشده | [ ۴ ] |
| چهل و دومین جشنواره فیلم فجر | ۲۲ بهمن ۱۴۰۲  | بهترین موسیقی متن      | بهزاد عبدی     | نامزدشده | [ ۴ ] |
| چهل و دومین جشنواره فیلم فجر | ۲۲ بهمن ۱۴۰۲  | بهترین فیلمبرداری      | فرشاد خالقی    | نامزدشده | [ ۴ ] |
| چهل و دومین جشنواره فیلم فجر | ۲۲ بهمن ۱۴۰۲  | بهترین بازیگر مکمل مرد | رامین ناصرنصیر | نامزدشده | [ ۴ ] |
| چهل و دومین جشنواره فیلم فجر | ۲۲ بهمن ۱۴۰۲  | بهترین بازیگر اول زن   | مارال بنی‌آدم   | برنده    | [ ۴ ] |